# برنباخ
برنباخ (به آلمانی: Berenbach) یک شهر در آلمان است که در فولکانایفل واقع شده‌است. برنباخ ۱۷۷ نفر جمعیت دارد.